# Drăgotești (gmina w okręgu Dolj)
Drăgotești (Drăgoteștiⓘ) – gmina w Rumunii, w okręgu Dolj. Obejmuje miejscowości Benești, Bobeanu, Buzduc, Drăgotești, Popânzălești i Viișoara. W 2011 roku liczyła 2174 mieszkańców.